# Marcus Fulvius Flaccus (Konsul 264 v. Chr.)
Marcus Fulvius Flaccus (* zwischen 315 v. Chr. und 305 v. Chr.; † nach 264 v. Chr.) war ein Politiker der römischen Republik im dritten Jahrhundert vor Christus. Er wird als der Gründer des Zweiges der Flacci in der gens Fulvia angesehen.
Im Jahr 271 oder 270 v. Chr. war er Volkstribun und wurde 270 v. Chr. zusammen mit Manius Curius Dentatus (der allerdings kurz nach Übernahme des Amtes starb) als duovir aquae perducendae mit der Fertigstellung der Wasserleitung Anio Vetus beauftragt. Im Jahr 264 v. Chr. war Flaccus Konsul und eroberte Volsinii, wofür er einen Triumph erhielt. Auf dem Aventin weihte er dem nach Rom überführten Gott Vertumnus einen Tempel. Beim Tempel der Mater Matuta wurden Inschriften von Weihungen gefunden, die er als Triumphator aufstellte.
In vorgerücktem Alter diente Flaccus 246 v. Chr. noch einmal als magister equitum des Diktators Tiberius Coruncanius für die Durchführung von Wahlen.